# Reggel a fenyvesben
A Reggel a fenyvesben (oroszul: Утро в сосновом лесу) Ivan Siskin és Konsztantyin Szavickij orosz művészek festménye. A medvéket Szavickij festette, de Pavel Tretyjakov műgyűjtő eltávolíttatta aláírását, mondván, „az ötlettől kezdve a megvalósításig minden  a Siskinre jellemző festői stílust és kreatív módszert mutatja”. A festményt ezt követően egyedül Siskinnek tulajdonították.
A Reggel a fenyvesben nagyon népszerűvé vált, reprodukciói megjelentek különféle tárgyakon, köztük a Vörös Október édességgyár  mackós csokoládéinak csomagolásán is. Egy közvéleménykutatás szerint Viktor Vasznyecov Vitézek (1898) c. képe mögött a festmény a második legnépszerűbb volt Oroszországban.

## Fordítás
Ez a szócikk részben vagy egészben  a   Morning in a Pine Forest című angol Wikipédia-szócikk ezen változatának fordításán alapul.  Az eredeti cikk szerkesztőit annak laptörténete sorolja fel. Ez a jelzés csupán a megfogalmazás eredetét és a szerzői jogokat jelzi, nem szolgál a cikkben szereplő információk forrásmegjelöléseként.